# Esterka

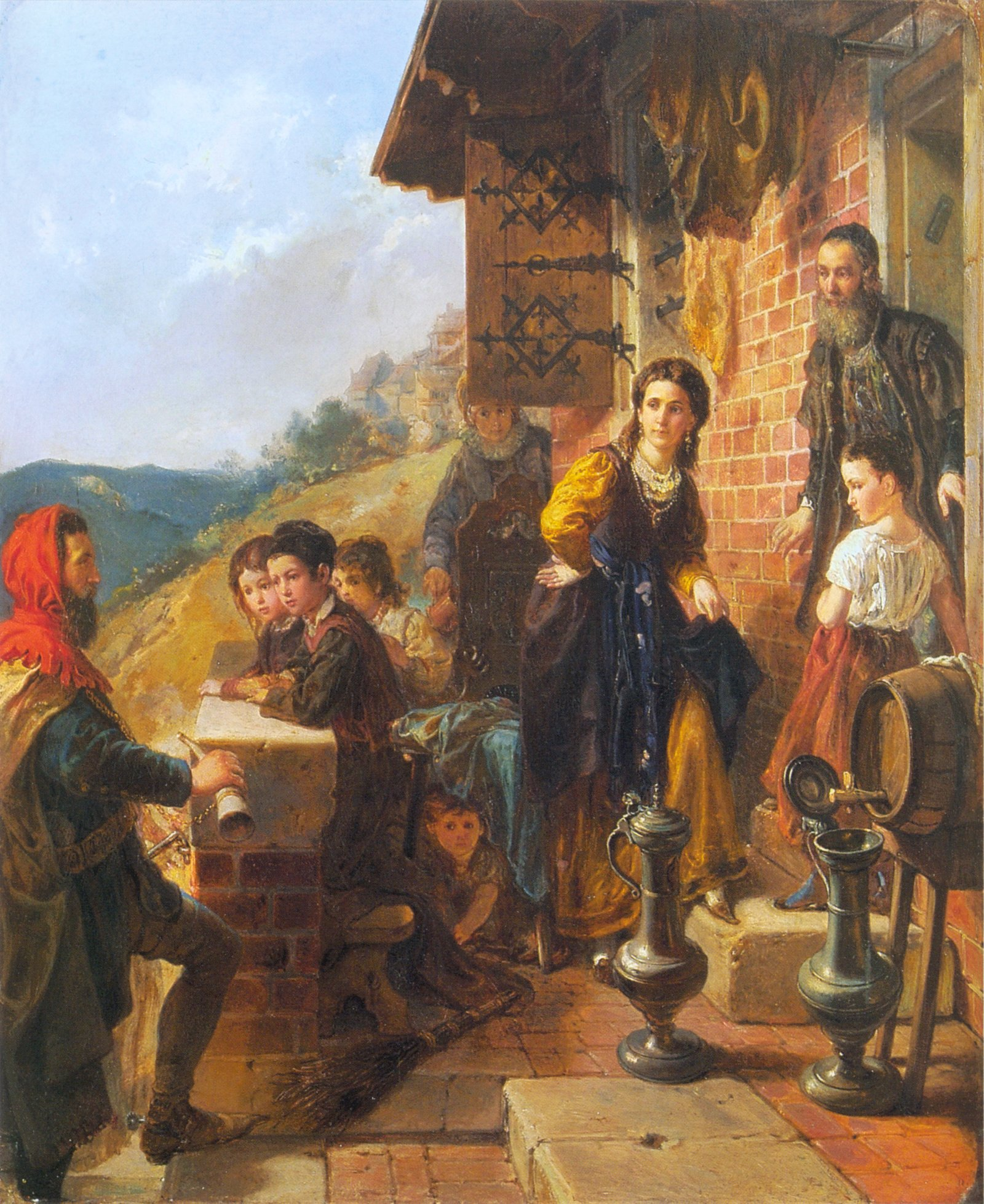
Kazimierz Wielki u Esterki

Esterka, Esterka Małach (XIV wiek) – słynąca z urody Żydówka, według kronikarza Jana Długosza ukochana (kochanka) króla Kazimierza Wielkiego. Była wnuczką szanowanego kupca i lekarza z Opoczna i znała wiele tajemnic medycznych. Według Jana Długosza miała z królem dwóch synów: Niemira (Niemierzę) i Pełkę, co współcześni historycy podają w wątpliwość.
Według Długosza, który wspomina ją pod datą 1356, Kazimierz Wielki:
ad preces quoque praefatae Ester judeae et concubinae, exorbitantes praerogativas et libertates per literas singulis judaeis in regno Poloniae habitantibus, quae falso scriptae ab aliquibus insimulabantur, et quibus divina majestas contumeliatur et offenditur, concessit, quarum factor olidus etiam in hane diem perseverat, a więc to właśnie we wpływie Esterki należy doszukiwać się tak życzliwej polityki króla względem polskich Żydów. Marcin Bielski zaś w swojej Kronice wszytkiego świata opisuje Łobzów jako miejsce gdzie Kazimierz chował miłośnicę z Czech Rokiczankę, która była niepospolitej cudowności, ale nią potem wzgardził, a Esterkę Żydówkę na jej miejsce wziął.

## Legendy

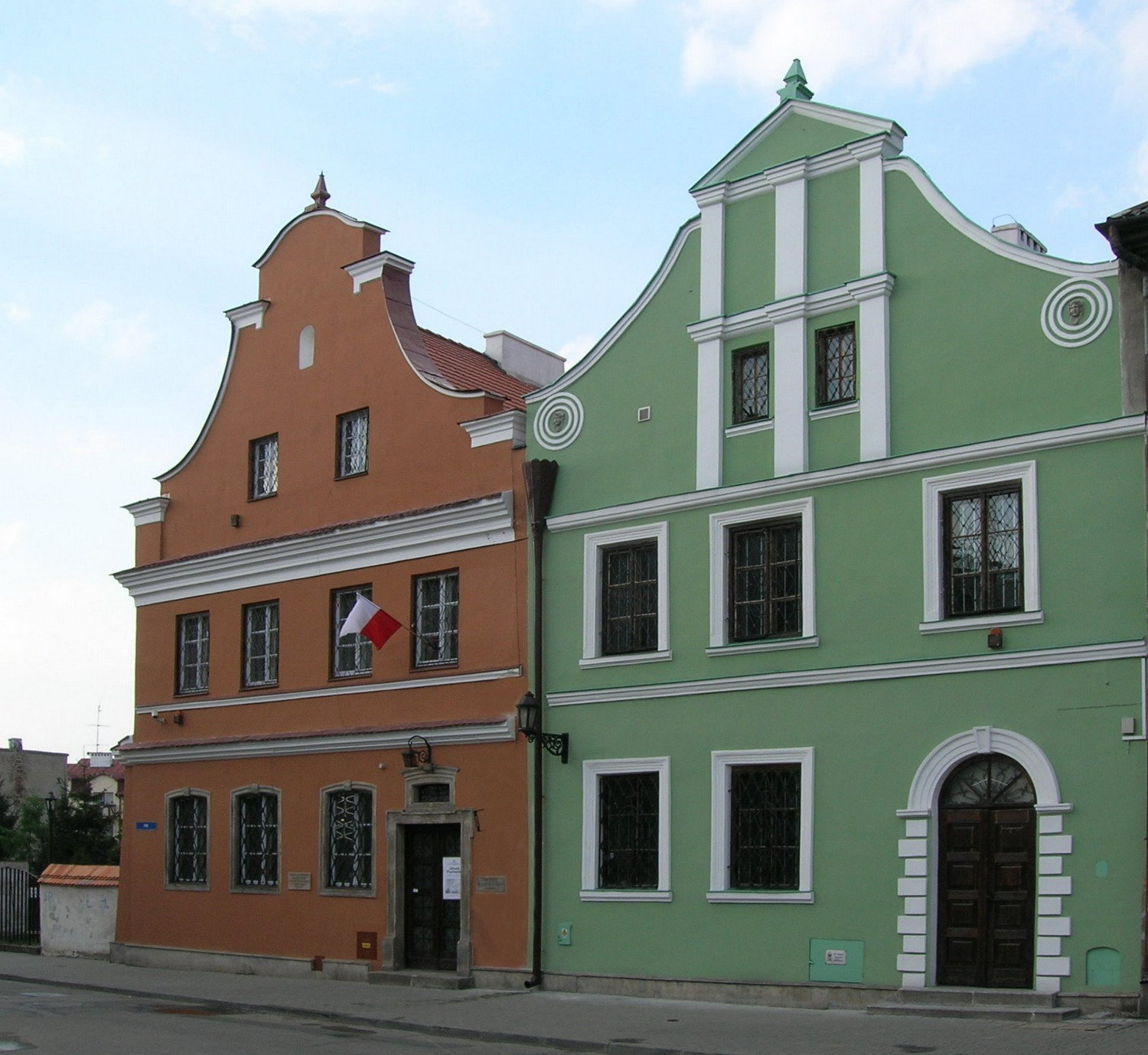
Dom Esterki (z lewej) w Radomiu

Tradycja wiąże z romansem króla z Esterką wiele miejscowości, m.in.: Bochotnicę, Czchów, Kazimierz Dolny, Niepołomice, Opoczno, Przedbórz, Radom, Rzeszów, Sandomierz, Skawinę, Stopnicę, Wiślicę, a przede wszystkim wówczas podkrakowski, a dziś będący dzielnicą Krakowa Łobzów, gdzie znajduje się Pałac Królewski i gdzie jeszcze w XX wieku istniał Kopiec Esterki, a także krakowski Kazimierz, gdzie znajduje się Dom Esterki (ul. Krakowska 46), od 1986 zajmowany przez Muzeum Etnograficzne. W Rzeszowie do dziś istnieje kamienica zwana jej imieniem, gdzie rzekomo miała przez pewien czas mieszkać. Na rynku Starego Miasta w Radomiu znajduje się barokowa kamienica nazywana Domem Esterki, a w Opocznie znajduje się tzw. „Dom Esterki” (przy ul. Kościuszki 15) należący, obok zamku Kazimierza Wielkiego, do bardziej znanych opoczyńskich zabytków.
Do dziś trwają spory, czy Esterka jest postacią historyczną, czy też legendarną. W chwili obecnej trudno jest racjonalnie i jednoznacznie poprzeć którąś z tych dwu opinii.

## Esterka w polskiej literaturze i kulturze
Romans ten stał się też kanwą romantycznych historii pisarzy polskich, niemieckich, czy rosyjskich. Ignacy Krasicki, w X pieśni Myszeidy pisał: 
Trunkiem się wielkie dusze upodlały: Leszków i Mieszków on na złe przemienił. Bolesław, z męztwa okrzykniony Śmiały, Miodem Kijowskim cnoty wykorzenił. Poległ na uczcie Przemysław wspaniały, Gdy się w Rogoźnie do kufla nie lenił. Kazimierz — wielki! a przecie kwaterką Łykał miód smaczny w Łobzowie z Esterką.
Warto wspomnieć i inne dzieła:
- Józef Ignacy Kraszewski – powieść Król chłopów, księga szósta, zatytułowana Esthera[5]
- Aleksander Bronikowski – dwutomowa powieść Kazimierz Wielki i Esterka
- Feliks Bernatowicz – powieść Nałęcz, romans z dziejów Polski
- Tadeusz Bułharyn – opowiadanie Esterka
- Samuel Jakub Imber – poemat Esterka[6]

Postać Esterki pojawia się w polskiej telenoweli historycznej Korona królów. Jej postać gra Anna Terpiłowska.

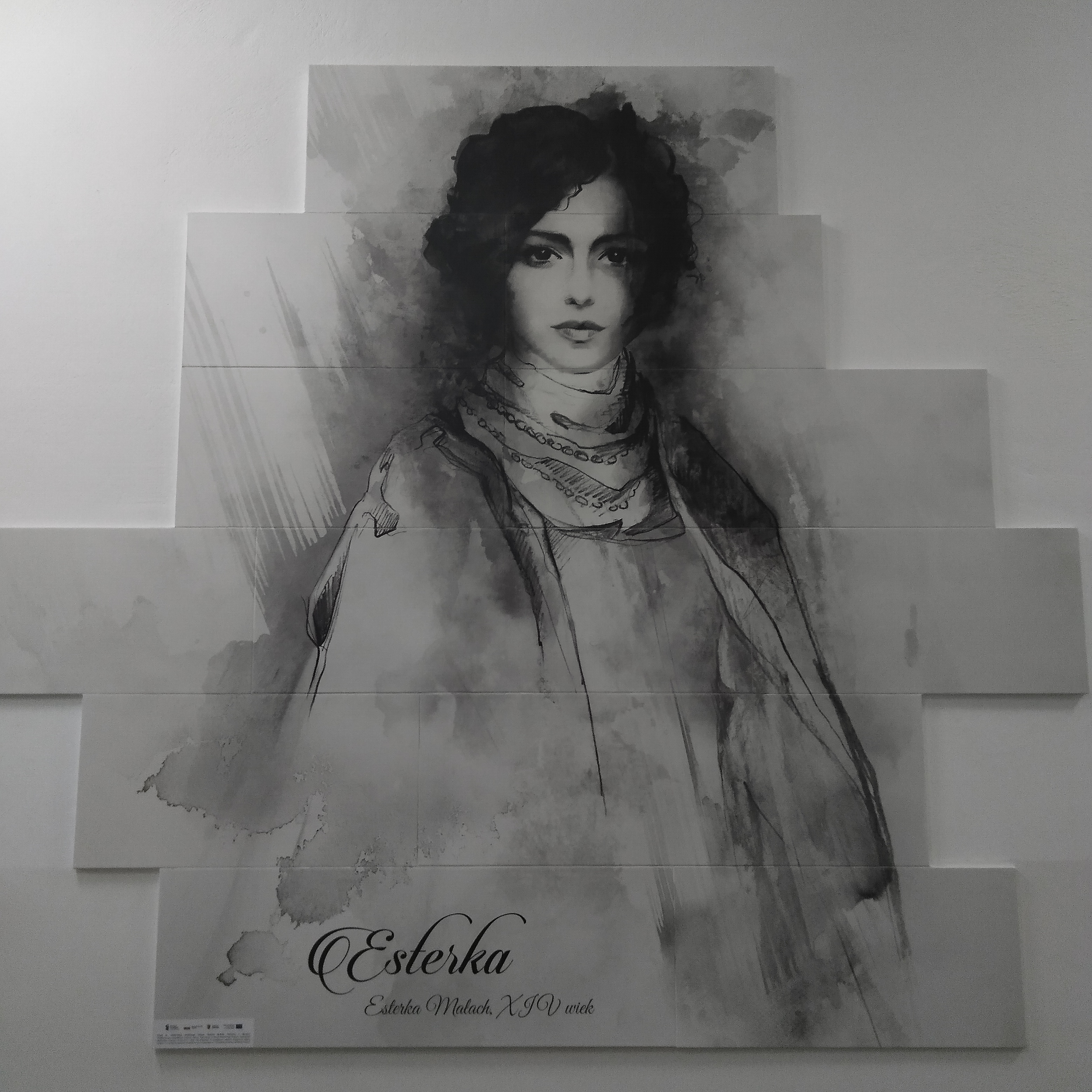
Esterka Małach - wizerunek w Domu Esterki w Opocznie